# Bilal Aziz
Bilal Aziz, né le 1er juillet 1985 à Beyrouth au Liban, est un footballeur libano-turc. Il joue actuellement pour le club d'Osmanlıspor
Il évolue habituellement comme défenseur.

## Carrière
Bilal Aziz joue successivement dans les équipes suivantes : FC Schalke 04 II, VfL Osnabrück, Kayserispor Kulübü, Kayseri Erciyesspor, Torku Konyaspor, Anadolu Selçukluspor, Torku Konyaspor, Kayseri Erciyesspor et Osmanlıspor.